# Cristianesimo celtico

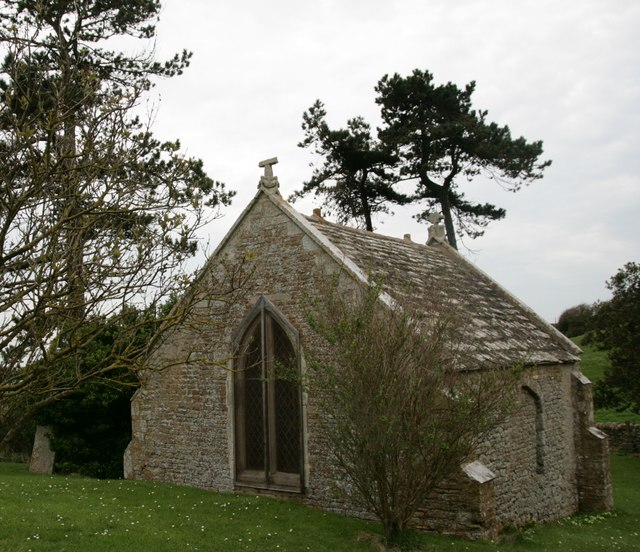
Antica chiesa nel villaggio di Fleet, in Inghilterra

Il cristianesimo celtico è il cristianesimo praticato nelle Isole britanniche e in alcune parti del continente europeo: Irlanda, Scozia, Inghilterra, Galles, Cornovaglia, Isola di Man, Bretagna, Germania e Italia. Questo cristianesimo si costituì grazie ai primi missionari provenienti dalle Chiese di Gerusalemme, di Efeso e dell’Egitto nel 37 d.C. e da esso deriva la Chiesa celtica (nota anche come Chiesa britannica antica, Chiesa cattolica celtica, Chiesa culdee). La diffusione del cristianesimo in queste terre avvenne ulteriormente con le missioni di san Patrizio, san Niniano e di altri monaci dal V secolo. In Scozia fu invece portato da una missione del 563. La Chiesa celtica, fin dalle sue origini, fu l’unica realtà religiosa nelle isole fino allo sbarco sulle sue coste, nel VI secolo, dei delegati del clero romano. Nell'Inghilterra anglosassone, dal 635 fino al Sinodo di Whitby nel 664, fu fatto un tentativo di unificazione forzata con la Chiesa romana. L’intento di Roma, di dominio assoluto su tutto il cristianesimo compreso quello celtico, non riuscì completamente e infatti l’autorità papale non ebbe successo per diversi secoli.

## Storia
La Gran Bretagna venne conquistata dai Romani nel I secolo. Il cristianesimo venne introdotto nelle Isole britanniche qualche anno dopo, con l'opera dei missionari provenienti principalmente dalla Terra santa. La Chiesa nata dal cristianesimo celtico fu chiamata, nel corso del tempo, Chiesa celtica perché i popoli celtici furono i primi ad essere evangelizzati. Essa è una delle più antiche Chiese cristiane.

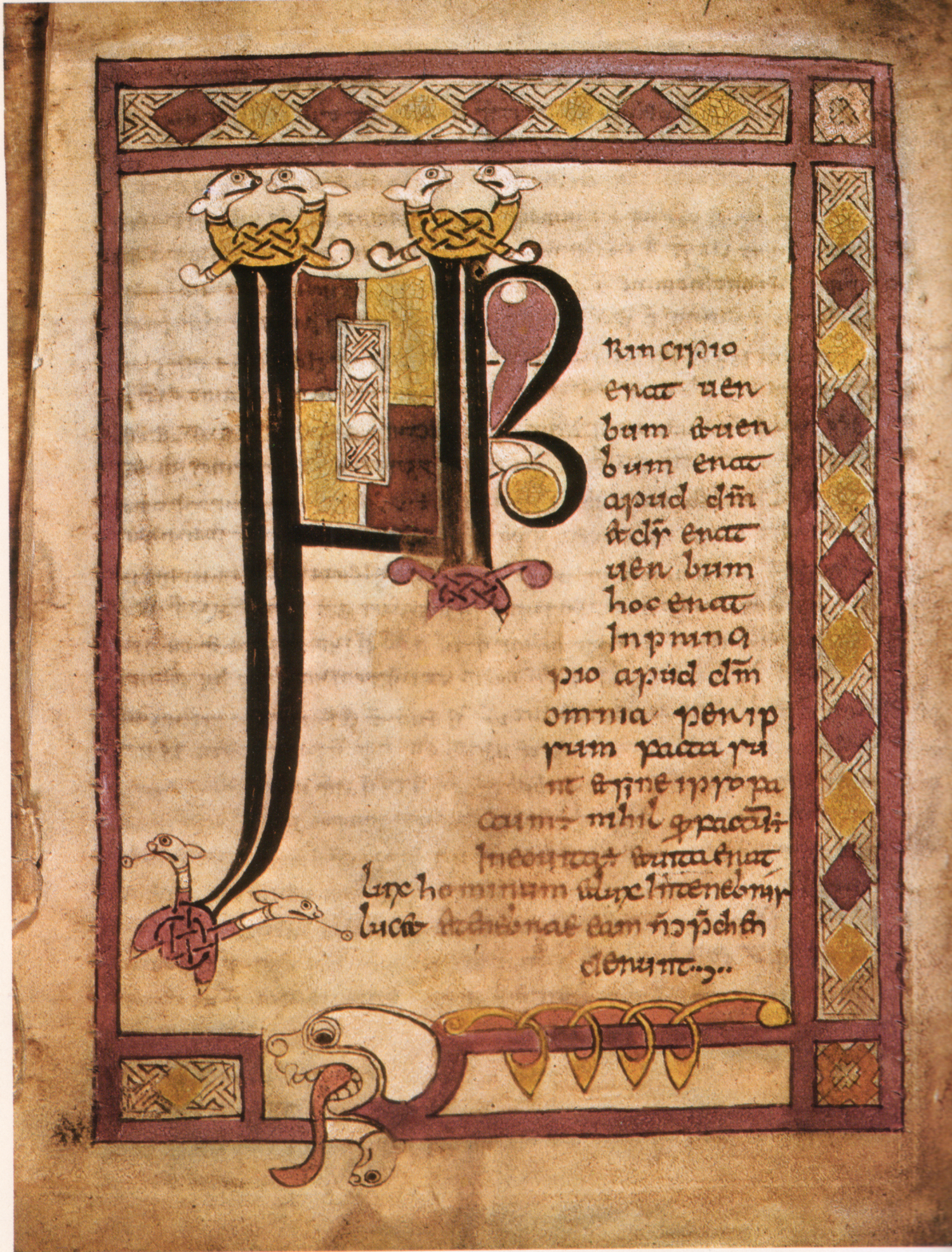
Prima pagina del Messale di Stowe, composto in Irlanda alla fine dell'VIII secolo

 I cristiani celtici delle origini osservavano pratiche di culto differenti da quelle del resto d'Europa. La questione riguardante la struttura ecclesiastica adottata (la Chiesa celtica era strutturata in modo monastico e non episcopale), il ruolo sociale del clero e l'autonomia dalla Chiesa romana nel senso dell'indipendenza e sovranità della Chiesa celtica con il proprio rito celtico (per la Chiesa di Roma non era possibile la coesistenza con altre Chiese cristiane), vengono considerati fattori importanti sulla pretesa di supremazia di Roma sull'intera fede cristiana nel mondo. Secoli dopo, con le persecuzioni della Chiesa di Roma e poi con le oppressioni della Chiesa d'Inghilterra dal XVI secolo, la Chiesa celtica fu costretta alla clandestinità cadendo quasi nell'oblio totale. Alcuni cristiani celtici continuarono a vivere la propria fede nei villaggi di nascosto, altri si rifugiarono nei boschi e sulle Isole scozzesi lontano da tutti. In questo modo, con il passare dei secoli, nella maggior parte della popolazione ormai dominata dalle Chiese di Roma e d'Inghilterra, si perse il ricordo della Chiesa celtica la quale invece andò avanti grazie alla forza e alla costanza dei suoi fedeli. Ciò fino al XIX secolo quando venne formalmente restaurata (prima di questo evento le comunità dei cristiani celtici, sparse ovunque, non furono sotto un'unica entità ecclesiale). La questione è stata sollevata in particolare nel contesto di un rinnovato nazionalismo da parte di alcuni movimenti ecclesiali celtici e nella rinascita della cultura celtica precristiana in ambito neopagano.
Nel Sinodo di Whitby del 664 furono rilevate le diversità delle pratiche celtiche rispetto a quelle romane, quindi i culti e le celebrazioni celtiche furono discusse in una serie di sinodi successivi, che si conclusero con il Sinodo di Cashel del 1172 con il quale le pratiche della Chiesa celtica furono in parte assorbite da quelle della Chiesa romana. Tutto questo pur di dominare e conseguentemente di annullare il cristianesimo celtico (clero e laici) incorporandolo nel cristianesimo romano.

## Alcuni tratti della Chiesa celtica

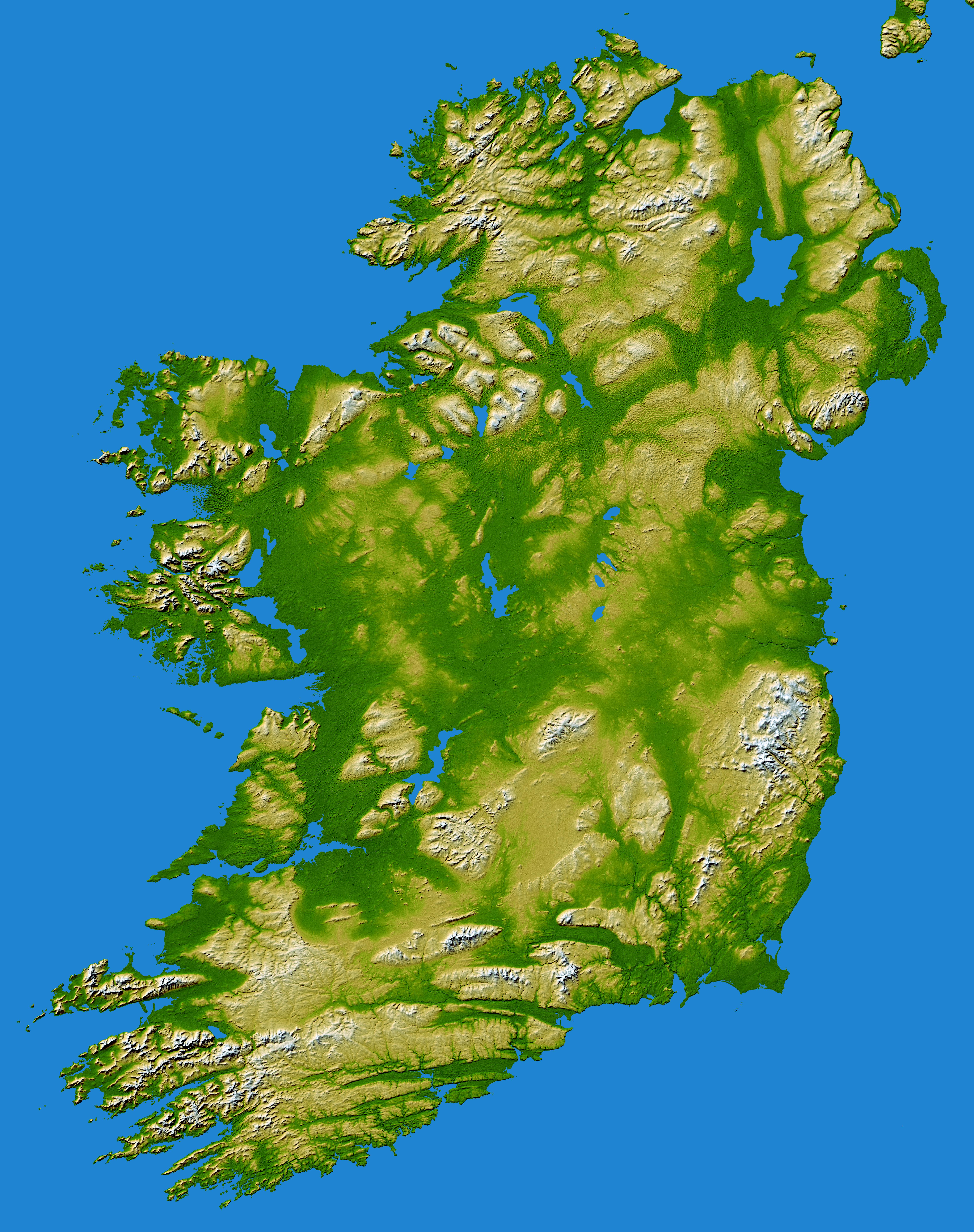
Cartina fisica dell'Irlanda

Si ritiene che "cristianesimo celtico" sia una definizione relativa alla forma in cui tale fede fu ricevuta e praticata dalle comunità di lingua celtica stanziate in Irlanda (mai entrata nei domini di Roma imperiale) e in Gran Bretagna.
Il dibattito teologico comprende la questione della preminenza della Chiesa romana secondo la quale è fondata sull'apostolo Pietro, mentre la Chiesa celtica non riconosce tale supremazia (come tutte le altre Chiese cristiane) considerando il vescovo di Roma soltanto come patriarca d'Occidente, sulla base di una fondazione avvenuta da parte dello stesso Gesù Cristo con l'invio degli Apostoli in tutto il mondo e dunque anche in Britannia, sostenendo che le comunità sorte nei diversi luoghi si siano sviluppate autonomamente.
Le difficoltà nelle comunicazioni sorte dopo il crollo dell'Impero romano d'Occidente isolarono le chiese locali, in particolare quelle delle Isole britanniche, così si accentuarono le differenze nelle pratiche religiose, nella dottrina e nell'amministrazione delle province (corrispondenti, in parte, alle diocesi delle altre Chiese cristiane). L'elenco comprende:
- il metodo celtico per calcolare la risurrezione di Gesù, tra l'altro la Chiesa celtica non usava il termine Pasqua perché di origine non cristiana, era seguire il calendario ebraico per la festività della Pesach, calendario usato dalla Chiesa apostolica e prima ancora dallo stesso Gesù e dagli Apostoli; il metodo romano per calcolare la data della Pasqua, che veniva celebrata all'equinozio di primavera, era seguire il calendario lunare e in seguito fu celebrata la prima domenica dopo la prima Luna piena successiva all'equinozio;

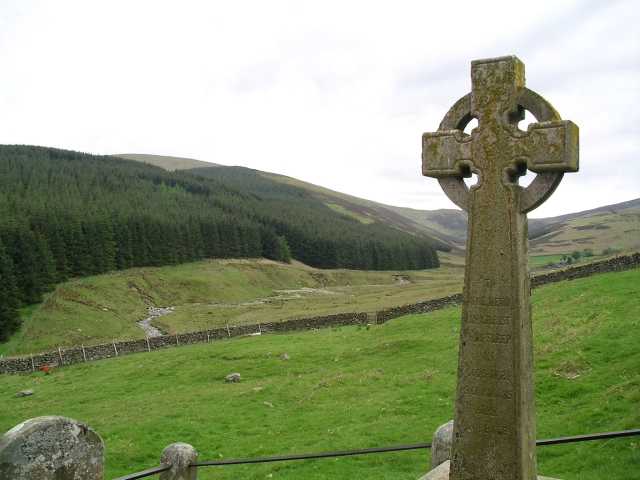
Croce celtica di san Gordiano, in Scozia

- il metodo di tonsura praticato dai monaci: nel cristianesimo celtico si radeva la fronte da un orecchio all'altro; nel cristianesimo romano si radeva la corona al centro della testa;
- l'autorità dei vescovi era concepita in modo diverso: nel cristianesimo celtico l'autorità assoluta spettava all'abate, vescovo o meno, vale a dire alla persona più anziana del clero, figura eletta mediante il voto del clero stesso;
- il ruolo delle donne nell'organizzazione ecclesiastica fu parimenti ridimensionato[1], le badesse comunque continuarono ad avere un ruolo di rilievo sia sui monasteri che nella società;
- l'esenzione dalla macchia del peccato originale riguardava secondo il cristianesimo celtico non solo Gesù e Maria, concepiti senza peccato per volere di Dio, e san Giovanni Battista, nato senza peccato originale in seguito all'essere stato "ripieno di Spirito Santo fin dal ventre materno", ma anche altri personaggi, come il biblico Giosuè, ai quali questa qualità non era riconosciuta dalla Chiesa romana;
- i bambini morti senza battesimo secondo l'affermazione teologica espressa dal Concilio di Cartagine del 418 su pressione di Agostino di Ippona erano destinati all'Inferno, dove tuttavia subivano sofferenze e punizioni estremamente blande, ed erano pertanto sepolti in terreno non consacrato come i suicidi, i criminali e gli eretici; la Chiesa celtica riteneva invece che "la pioggia che cadeva dai cornicioni delle chiese" li avrebbe battezzati;
- il battesimo era celebrato nella Chiesa celtica quattro volte l'anno in date fisse, in seguito si diffuse la pratica di battezzare i bambini entro gli otto giorni dalla nascita;
- la confessione personale fu istituita dalla Chiesa celtica, sconosciuta altrove prima del VI secolo, mentre la Chiesa romana richiedeva una penitenza pubblica[2] (lo status di penitente era pubblico, non era pubblica l'accusa dei peccati che avveniva privatamente davanti al solo vescovo);[3]Croce celtica di san Gordiano, in Scozia
- nel cristianesimo celtico non era adoperata la croce latina, invece era diffusa ovunque la croce celtica (detta anche croce di san Patrizio) ovvero una croce simmetrica sovrapposta ad un cerchio, tuttora utilizzata dalla Chiesa celtica e altresì come simbolo della cultura celtica in generale;
- secondo la Chiesa romana la fede era alimentata dal sangue dei martiri, quasi denigrando la Chiesa celtica di non averne; essa non aveva i "martiri rossi" definiti così per il colore del sangue versato, aveva però i "martiri verdi" definiti in questo modo per il colore dei boschi presso i quali si ritiravano i monaci praticando una vita ascetica con esercizi spirituali per ottenere il distacco dal mondo con la conseguente perfezione interiore; costoro praticavano particolari forme di meditazione e di assidua preghiera, comprese delle durissime austerità cui abitualmente e volentieri si sottoponevano (in irlandese antico Cuildich che significa Ritirato a parte; in irlandese Céilí Dé e in gaelico scozzese Kelidei che significa Sposi di Dio o Servi di Dio;
- la persecuzione della stregoneria non fu mai attuata in quanto la Chiesa celtica aveva una profonda conoscenza della natura considerata il secondo libro sacro dopo la Bibbia (il clero era entusiasta delle donne conoscitrici della Fitoterapia e dei rimedi naturali) e un grande rispetto della Terra (considerata Madre dei cristiani a differenza della Chiesa romana che imponeva sé stessa come Madre dei fedeli); quindi la Chiesa celtica non partecipò mai alla persecuzione contro quelle donne ritenute streghe (si narra che lo stesso san Patrizio aveva comminato la scomunica contro chi perseguitasse le cosiddette streghe); la persecuzione contro le streghe non ebbe luogo neppure in Scozia.

## Santi celtici
Prima di elencare alcuni santi è importante sottolineare il fatto che la Chiesa romana nel tentativo di annientare definitivamente la Chiesa celtica, ne assorbiva il suo patrimonio spirituale (alcune pratiche religiose, determinati riti e tutti i santi). Successivamente, dopo aver romanizzato tale patrimonio, lo diffondeva come proprio.
Alcuni studiosi, come J.N.L. Myres e John Morris, hanno sostenuto che Pelagio avrebbe avuto un'influenza diretta sugli inizi dello sviluppo del cristianesimo celtico in Britannia. Altri, incluso Charles Thomas, hanno replicato che questa ipotesi è inesatta e basata sulla proiezione di una visuale contemporanea su un'epoca precedente e antica.
Il cristianesimo era presente in Britannia fin quasi dalle sue origini e le abbazie di Glastonbury e Whithorn sono attestate già alla fine del V secolo. La sua espansione fu dovuta al susseguirsi di alcuni re locali che divennero monaci e sacerdoti durante il V ed il VI secolo, fondando molte abbazie e chiese, e venendo in seguito onorati come santi dopo la loro morte. Il cristianesimo si diffuse nello stesso periodo anche in Irlanda; tra le chiese delle due isole nacquero significative relazioni. I più famosi santi irlandesi che predicarono estesamente in Britannia furono santa Brigida d'Irlanda, (chiamata anche Brigitta, Bryd, Bride), nata nel 451 e morta nel 525, e san Columba di Iona (Chaluim Cille o Colum Cille in Gaelico irlandese), nato nel 521 e morto nel 597. Nella direzione inversa, san Patrizio, nato nel 387 e morto nel 493, originario della Scozia,  si stabilì ad Armagh e divenne "apostolo dell'Irlanda".
Visse nel V secolo san Dyfrig (in latino Dubricius). È considerato il primo capo di una comunità cristiana britannica attestato con certezza dalle fonti dopo la partenza delle legioni romane. Ritenuto figlio del re  Pabai o Pepiau dell'Ercych (ora Herefordshire) e di Euriddyl,  fondò monasteri a Henllan ("Vecchia Chiesa"), ora Hentland-on-Wye, 7 km a nord-ovest di Ross-on-Wye, a Mochros, ora Moccas, nella valle del fiume Wye, 16 km a ovest di Hereford, a Ynys Pyr (Caldey Island, al largo di Tenby nella contea di Pembrokeshire), e probabilmente due chiese a Porlock e vicino a Luscombe, sulla costa dell'Exmoor, nel Somerset. Egli era vescovo, ma sembra che fosse tale solo con la funzione di ordinare i sacerdoti, non come capo amministrativo della chiesa in una determinata area geografica. Secondo una leggenda, celebrò il matrimonio tra re Artù e Ginevra.

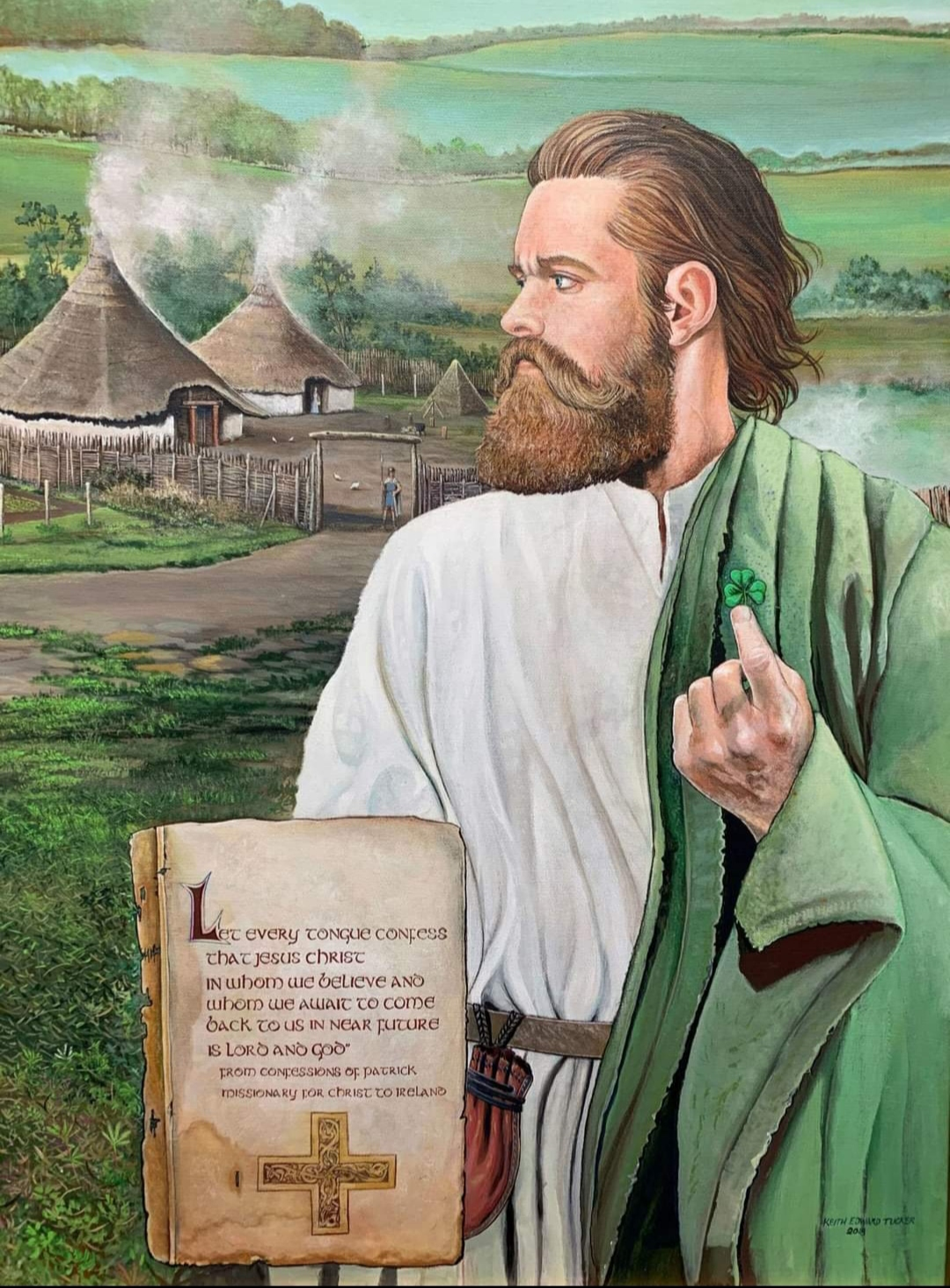
San Patrizio con il trifoglio

Dyfrig fu maestro di sant'Illtud (circa 425 - circa 505), il fondatore della grande abbazia, scuola e seminario di Llanilltud Fawr (in Inglese "Llantwit Major"), nel South Glamorgan occidentale, in Galles. Illtud fu considerato la persona più istruita della Britannia, esperto conoscitore anche di matematica, grammatica, filosofia, retorica e della Bibbia. Egli era un druido per nascita, e gli vennero attribuite doti profetiche. In un'epoca in cui l'istruzione era un privilegio riservato solo a pochissime persone, la scuola di Illtud sembra essere stata quella che maggiormente si avvicinava all'idea di una scuola superiore moderna. Fra i suoi allievi ci furono i santi Pol Aurelian (in latino "Paulinus Aurelianus"), Samson, Gildas e Dewi ("David").
Paolo Aureliano, figlio di un capoclan britanno ed uno dei sette santi fondatori della Britannia, fondò alcune chiese vicino a Llandovery nella contea di Dyfed, nel Carmarthenshire, e prima (nel 518) aveva fondato un'abbazia a Yr Henllwyn ("Old Bush" in Inglese) chiamata "Ty Gwyn" ("Chiesa bianca"). Più tardi fondò dei monasteri in Bretagna e fu il primo vescovo di Saint-Pol-de-Léon. Sua sorella fu santa Sidwell di Exeter.
Samson era nato nella contea di Dyfed ed era cugino primo di Illtud e pronipote del santo re Tewdrig ("Tudor" in Inglese) del Morganwg (Glamorgan). Da ragazzo aveva studiato a Llanilltud Fawr ed era stato mandato poi all'abbazia di Ynys Pyr, diventandone abate di lì a poco. Qualche tempo dopo il 545 subentrò temporaneamente nella direzione dell'abbazia di Llanilltud Fawr al posto di Illtud. Quando il cugino rientrò nell'abbazia, Samson si mise in viaggio raggiungendo dapprima la Cornovaglia ed in seguito la Bretagna, fondando alcune chiese in entrambi i luoghi e un'abbazia a Dol-de-Bretagne, dove morì, circa nel 565. È anche considerato l'evangelizzatore dell'isola di Guernsey, nel Canale della Manica.
Gildas (circa 491 - circa 570) fu allievo di sant'Illtud e acquistò celebrità come studioso al pari del maestro, al punto che venne chiamato "Gildas Sapiens" (il "Saggio"). Svolgeva l'attività di costruttore di campane. Nel 520 fece un pellegrinaggio a Roma, poi trascorse sette anni all'abbazia di Rhuys in Bretagna ed ebbe un incarico per un anno all'abbazia di Llancarfan mentre l'abate, san Cadoc, si trovava in viaggio. Dopo il 528 si recò a Street (vicino a Glastonbury, nel Somerset) e si costruì da solo un "lan" (un eremo comprendente una chiesa e un luogo per la clausura). Più tardi (circa nel 544) fece ritorno a Rhuys, dove rimase fino alla morte, a parte una visita in Irlanda che gli "Annales Cambriae" (una cronaca trovata in un manoscritto con una versione della "Historia Brittonum") datano al 565.
Dewi (circa 512 - 587) era figlio di un re di Ceredigion, presumibilmente Gwyddno e fu istruito all'abbazia di Ty Gwyn, di cui divenne abate assai presto, essendo ancora giovanissimo (nel 528). In seguito egli spostò l'abbazia a Glyn Rhosyn, che divenne la città e la cattedrale di Saint David's (Tyddewi, attualmente la più piccola città del Regno Unito la cui cattedrale è la prima chiesa Normanna costruita in Gran Bretagna, nel 1115), nel Pembrokeshire. Egli progettò e applicò una regola monastica assai austera. Si pensa che abbia fondato un gran numero di chiese in un'ampia zona del Galles centrale e meridionale, nel Cerniw (Kernyw, un regno dipendente dalla Dumnonia, che comprendeva la Cornovaglia, il Devon, gran parte del Somerset e parte del Dorset) e in Bretagna. Partecipò anche al sinodo di Llanddewi Brefi.
Un notevole personaggio cristiano, contemporaneo e in un certo senso rivale di Dewi, fu san Cadoc, che era figlio di Gwladys e di suo marito, il re Gwyllyw di Gwyllwg (in Inglese Glywysing), nipote sia del re Brychan di Powys che del re Glywys di Glwysing (Gloucestershire), e discendente di san Keyne, l'eremita che visse prima a Keynsham, nel Somerset, e più tardi in Cornovaglia, al Monte di San Michele. Dopo essere stato istruito da Pol, Cadoc si costruì un eremo a Llancarfan, nel sud della contea di Glamorgan, che si sviluppò divenendo presto un vero e proprio monastero, e successivamente un altro eremitaggio a Llanspyddid, a 3 km da Brecon. Si pensa che abbia costruito diverse chiese nel Dyfed, in Cornovaglia ed in Bretagna. Verso il 528, dopo la morte del padre, costruì un monastero di pietra sotto il Monte Bannauc (generalmente ritenuto la collina a sudovest di Stirling, dove scorre il fiume Bannock Burn).
È stato ipotizzato da alcuni che il monastero si trovasse dove è ora situata la città di Saint Ninians, 2 chilometri a sud di Stirling. Cadoc andò in pellegrinaggio sia a Gerusalemme che a Roma e fu afflitto dal non aver potuto partecipare al sinodo di Llanddewi Brefi, che si tenne durante la sua assenza. Si trovò in conflitto con i re Arthur, Maelgwn di Gwynedd, e Rhain di Brycheiniog e fu assassinato nel 580 nella città di "Beneventum", che è stata da alcuni identificata con il borgo fortificato di origine romana "Bannaventa", 5 km ad est di Daventry, nel Northamptonshire. Circa le cause della sua morte, si avanza l'ipotesi che la città sia stata invasa dai Sassoni, il che spiegherebbe sia il suo assassinio che il divieto per i Britanni di entrare in città per recuperarne la salma. Cadoc, con Illtud, è uno dei tre cavalieri che si narra diventassero i custodi del Santo Graal.
Un fratello del re Gwynllyw fu san Petroc, che fu istruito in Irlanda. Egli trascorse gran parte della sua vita adulta a Padstow, in Cornovaglia, dove fondò alcune chiese. Ne fondò altre anche nel Devon e nel Somerset, che allora facevano parte del regno di Cerniw, incorporato nel più vasto reame di Dumnonia, incluse Petherton del sud e del nord (da lui deriva il nome di questi due luoghi, situati nel Somerset occidentale e meridionale). Petroc convertì il re Costantino di Dumnonia nell'anno 586 e morì nel 590. Con san Piran egli è tra i santi della Cornovaglia maggiormente conosciuti.
All'epoca il principale esponente del cristianesimo celtico nel nord della Britannia romanizzata fu san Mungo, conosciuto anche come San Kentigern (Cyndeyrn in lingua gallese), considerato l'apostolo del regno scozzese di Strathclyde e del Galloway prima che vi giungesse san Columba. Egli nacque nel 518 da Owain mab Urien (Owen), sovrano del regno di Rheged che regnò tra il 560 ed il 590, e Thenaw (Thaney), figlia di Lot Luwddoc (Lloyd, in Latino Lothus, da cui prese nome la provincia di Lothian), sovrano del Gododdin. Il nome Mungo deriva dal termine gaelico Munghu (in Gallese, Mwyn-gu), che significa "caro", un nomignolo famigliare. Mungo fu il fondatore della cattedrale di Glasgow e il primo vescovo della città. Morì a Glasgow nel 603.